# Dominika Kossakowska
Dominika Kossakowska (ur. 30 stycznia 2001 w Gliwicach) – polska pływaczka.

## Życiorys
Była zawodniczką SiKReT Gliwice i AZS-AWF Katowice. Od 2021 studiuje i trenuje na Uniwersytecie Indiany, zaś w Polsce reprezentowała w tym czasie barwy Unii Oświęcim i AZS UMCS Lublin.
Na zawodach World Games w 2017 zdobyła brązowy medal w ratownictwie wodnym w sztafecie 4 x 50 metrów stylem zmiennym. Podczas światowych wojskowych igrzysk sportowych w 2019 zdobyła brązowy medal w sztafecie mieszanej 4 x 100 metrów stylem dowolnym. Została zgłoszona do startu podczas igrzysk olimpijskich w Tokio (2021), ale z uwagi na błąd proceduralny polskich działaczy wycofano ją z zawodów.
Jest wielokrotną medalistką mistrzostw Polski:
Na głównych mistrzostwach Polski seniorów zdobyła 18 medali:
- 2017: 100 metrów stylem dowolnym: 3. miejsce
- 2018: 200 metrów dowolnym: 2. miejsce, 4 x 100 metrów dowolnym: 2. miejsce, 4 x 100 metrów zmiennym: 2. miejsce, 4 x 200 metrów dowolnym: 3. miejsce
- 2019: 4 x 100 metrów dowolnym: 1. miejsce, 4 x 100 metrów dowolnym (mieszana): 1. miejsce, 4 x 100 metrów zmiennym (mieszana): 2. miejsce, 4 x 100 metrów zmiennym: 2. miejsce, 200 metrów dowolnym: 2. miejsce
- 2021: 4 x 100 metrów dowolnym (mieszana): 1. miejsce, 200 metrów dowolnym: 2. miejsce, 4 x 100 metrów zmiennym: 2. miejsce, 4 x 200 metrów dowolnym: 3. miejsce
- 2022: 4 x 100 metrów dowolnym: 2. miejsce, 200 metrów dowolnym: 3. miejsce, 4 x 200 merów dowolnym: 3. miejsce
- 2023: 4 x 100 metrów zmiennym (mieszana): 2. miejsce

Na zimowych mistrzostwach Polski wywalczyła 13 medali:
- 2017: 200 metrów stylem dowolnym: 3. miejsce
- 2018: 4 x 100 metrów dowolnym: 1. miejsce, 4 x 200 metrów dowolnym: 2. miejsce, 4 x 100 metrów zmiennym: 2. miejsce, 4 x 50 metrów stylem dowolnym: 2. miejsce, 200 metrów stylem dowolnym: 3. miejsce, 4 x 100 metrów zmiennym (mieszana): 3. miejsce
- 2020: 50 metrów dowolnym: 2. miejsce, 100 metrów dowolnym: 2. miejsce, 200 metrów dowolnym: 2. miejsce, 4 x 50 metrów zmiennym: 2. miejsce
- 2021: 4 x 100 metrów dowolnym: 1. miejsce, 100 metrów stylem dowolnym: 3. miejsce